# Alonso Mercado y Villacorta
Alonso Mercado y Villacorta o bien Alonso de Mercado y Villacorta Cavallero (principado de Cataluña de la Corona de España, 1620 – Panamá, provincia de Tierra Firme del Virreinato del Perú, Imperio español, 1681) fue un hidalgo y militar que llegó a ser marqués de Villacorta y que como funcionario español fue nombrado dos veces como gobernador del Tucumán desde 1655 hasta 1659 y nuevamente de 1664 a 1670, además de haber sido asignado como gobernador del Río de la Plata entre 1660 y 1663.
Comandó la tercera y última campaña de las guerras Calchaquíes y fue el fundador del fuerte y pueblo de Metán en 1666. Su último cargo burocrático fue como presidente de la Real Audiencia de Panamá.

## Biografía
Alonso de Mercado y Villacorta nació en el año 1620 en alguna parte del entonces principado de Cataluña que formaba parte de la Corona de España.
Habiendo seguido la carrera de militar, tuvo una participación exitosa en las campañas de Cataluña y en especial en la batalla de Barcelona en 1642. Luego de ese acontecimiento, llegó a ser maestre de campo y obtuvo el título de caballero de la Orden de Santiago.
Por todo esto, el rey Felipe IV lo asignó como gobernador del Tucumán en 1655. Ejerciendo ese cargo tuvo que enfrentar la sublevación de los calchaquíes acaudillados por el "falso inca" Pedro Bohórquez. Este último se había apoderado del «Fuerte San Bernardo» —actual Coronel Moldes— y había logrado engañar a Mercado un año antes con la promesa de supuestos tesoros, además de haberlo hecho con los jesuitas y los aborígenes locales, cuando verdaderamente era un aventurero andaluz que tenía planeado crear un imperio autóctono en la región, bajo su mando.
Dio en merced la región de Los Molinos en 1659, al maestre de campo Diego Diez Gómez, al casarse con Valeriana de Escobar Castellanos, quien fundaría una hacienda que daría origen al pueblo salteño de Molinos. En 1660 fue sucedido por Jerónimo Luis de Cabrera y Garay, un nieto paterno del fundador de Córdoba y materno del fundador de Santa Fe la Vieja y la segunda Buenos Aires.
A continuación se lo nombró gobernador del Río de la Plata, cargo que ejerció entre 1660 y 1663. En este carácter ordenó el traslado de la ciudad de Santa Fe a su ubicación actual.
En 1662 expulsó a la Compañía de Jesús de su predio inicial —sobre lo que es hoy la porteña Plaza de Mayo— ya que sus edificios obstaculizaban las prácticas de tiro de la fortaleza (ubicada en la actual Casa Rosada). Su tolerancia con el contrabando de mercancías y esclavos llevó a su destitución y juicio, por lo que José Martínez de Salazar lo sucedería en el cargo de gobernador, pero fue exonerado. 
Lo volvieron a designar nuevamente en la gobernación del Tucumán desde 1664 y como tal fundó el fuerte y pueblo de Metán en 1666 y tomó medidas defensivas contra los aborígenes al fortificar la ciudad de Talavera de Esteco. Asimismo dirigió en junio de 1665 una campaña definitiva contra los calchaquíes, en el curso de la cual ordenó la deportación de la parcialidad llamada kilme.
Terminó su mandato en 1670, para entregárselo a su sucesor Ángel de Peredo, y de esta forma sería honrado con la presidencia de la Real Audiencia de Panamá y el título de marqués de Villacorta.
El presidente de la Real Audiencia, marqués y exgobernador Alonso de Mercado y Villacorta falleció por un cáncer bucal en el año 1681 en la Ciudad de Panamá, que formaba parte del entonces Virreinato del Perú.

## Primer gobierno del Tucumán (1655-1659)
Lo primero que hizo al llegar a Santiago del Estero, el 24 de junio de 1655, fue iniciarle juicio de residencia al gobernador anterior, Roque Nestares Aguado, acusado de corrupción. Este fue detenido y enviado preso a Charcas donde fue condenado.
Durante su gobierno se produjo la tercera guerra calchaquí. En 1657 se sublevaron al mando del cacique Pedro Bohórquez. En represalia, el virrey del Perú, Luis Enríquez de Guzmán, dio la orden al gobernador Mercado y Villacorta que apresara al impostor "inca" Pedro Bohórquez y lo remitiera a Charcas.
En 1658, el gobernador ordenó la compostura de armas necesarias para la defensa de Esteco. Formó un jército de 450 españoles fuertemente armados y en 1659 derrotó a los indígenas en la batalla de San Bernardo. Tomó prisioneros a los aborígenes y los dividió entre "piezas cautivas", los que quedaron sometidos a servicio personal e "indios domésticos", los que fueron distribuidos en reducciones de pueblos. Les aplicó la "ley del extrañamiento", que consistía en el desarraigo de pueblos completos.
Los envió de 1000 piezas hacia ciudades como Salta, San Salvador de Jujuy, Esteco y San Miguel de Tucumán. Repartió más de 800 entre los soldados de su ejército y a los demás los distribuyó como limosna entre los conventos de las ocho ciudades de la gobernación del Tucumán, a algún hospital, ermita, viudas y a pobres de solemnidad.
El gobernador elevó una carta al rey informándole del número de indígenas prisioneros en la guerra calchaquí y el destino que le daría a los mismos.
Tuvo algunos conflictos con la autoridad eclesiástica y algunas desconsideraciones con autoridades civiles. Sin embargo, su administración resultó provechosa. En 1659 dejó el cargo ya que fue designado gobernador del Río de la Plata, elevando un informe sobre el estado del Tucumán antes de retirarse.

## Segundo gobierno del Tucumán (1664-1670)

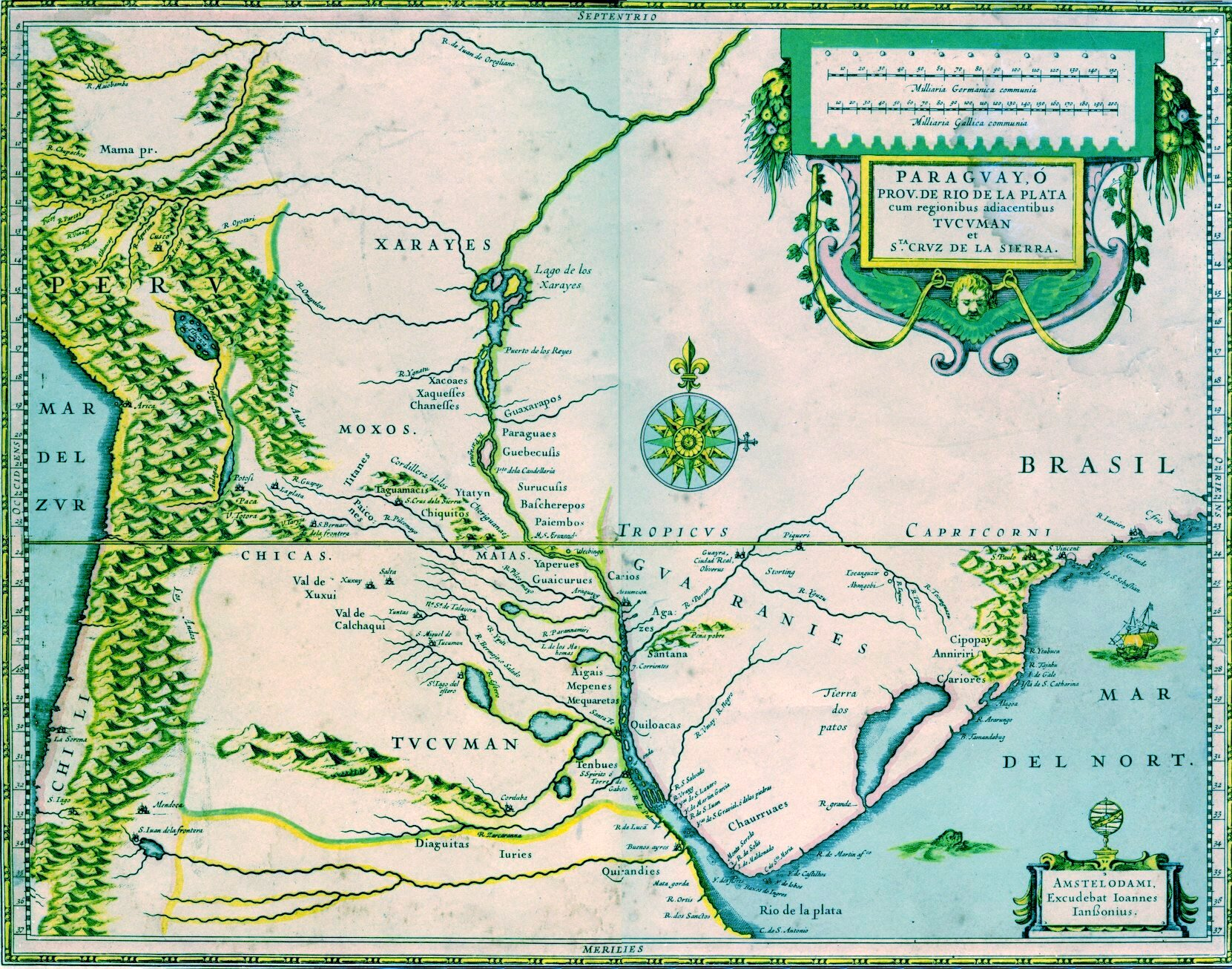
El Virreinato del Perú con la provincia de Charcas, la gobernación del Tucumán y la del Río de la Plata y Paraguay, en un mapa de 1600.

Alonso de Mercado y Villacorta regresó al Tucumán desde Buenos Aires, dispuesto a continuar y concluir exitosamente la campaña que había iniciado contra los infieles en su gestión anterior.
La solución que implementó fue el "extrañamiento" de los pueblos de indígenas tras derrotarlos. En el caso de los quilmes de Tucumán, los trasladó a Buenos Aires adonde se constituyó una reducción con el nombre de "Quilmes", donde hoy hay una ciudad con ese nombre.
El gobernador aniquiló a los guerreros y trasladó a los pocos sobrevivientes hacia Buenos Aires, para de esa manera evitar futuros alzamientos. Los restos de unas 350 familias deportadas de sus tierras, integradas mayormente por niños, mujeres y ancianos, formó un contingente destinado a construir las fortificaciones defensivas del puerto de Buenos Aires. El trayecto entre el Tucumán y el Río de la Plata, de más de 1500 kilómetros, debió ser recorrido a pie y en él perecieron muchos naturales debido a la falta de agua y de alimentos.
Como táctica, Mercado dividió a los indígenas alentando a que lucharan entre sí, ya que si mocovíes, tobas y calchaquíes se unían, la derrota española hubiese sido segura.
Mercado y Villacorta adoptó prudentes medidas de defensa fortificando la ciudad de Esteco, que era objeto de continuos ataques por parte de los mocovíes y fundó el pueblo de San José de Metán en 1665.
El gobernador decidió entrar personalmente al valle para terminar con las rebeliones indígenas. A quienes lo acompañaron les prometió la entrega de encomiendas y confirmaciones de las ya existentes. Derrotó y desterró a once mil indígenas. Y como medida complementaria hizo poblar el valle con familias españolas.
En 1665 el gobernador escribió al rey informándole el resultado de su segunda campaña contra los calchaquíes y la pacificación de los indígenas.
En 1667, Mercado y Villacorta informó al rey sobre la huida de los indios desde Esteco hacia los Valles Calchaquíes y lo relativo a la pacificación de esa nación. También en ese año, cuando terminó el conflicto con los calchaquíes del noroeste, comenzaron las incursiones de los mocovíes desde el Chaco.
En 1669 el gobernador Mercado envió una carta informando sobre el desempeño de sus hombres en la guerra calchaquí, haciendo una nómina de ellos y relación de sus servicios. Al año siguiente, Mercado escribió al rey remitiendo copia de la memoria de su gobierno, que luego entregaría a su sucesor Ángel de Peredo.
En 1670 el gobernador escribía que "a la imagen devota de Nuestra Señora de la Consolación de Sumampa, de la jurisdicción de Santiago del Estero, se le ha edificado iglesia y capilla decente".